# Tadarida ansorgei
{{#ifeq:0|0|{{#if:|{{#if:Mopsansorgei|[[]}}|}}}}
Mops ansorgei — вид кажанів родини Molossidae, що походить з Африки на південь від Сахари. Він названий на честь В. Дж. Ансорге, який зібрав перший офіційно описаний зразок.

## Опис
Mops ansorgei є одним із менших представників свого роду, його загальна довжина становить від 7 до 12 см, а розмах крил становить близько 33 см. Дорослі особини важать в середньому 16 г, хоча самці трохи важчі за самиць. Шерсть коротка, зверху тулуба шоколадно-коричнева, знизу — більш світло-коричнева. Шерсть на горлі темніша, ніж на решті тіла, іноді майже чорного кольору, особливо у самців.
Крила пристосовані для швидкого польоту, а не для маневреності, і мають світло-коричневі напівпрозорі перетинки. Біля основи першого пальця крила є гладка подушечка, яка може допомогти кажану під час лазіння. Приблизно дві третини 4 см хвоста виходять за край уропатагіума. Вуха помірно довгі, але широкі, і їх можна притулити до голови, коли кажан летить. У стані спокою губи зморщені, а під час польоту витягнуті назовні, щоб мати можливість зловити більшу кількість комах.

## Поширення і середовище проживання
На півночі Mops ansorgei зустрічається в поясі від Кот-д'Івуару на заході до Ефіопії на сході та через східну Африку від Ефіопії та Південного Судану до північно-східної Південної Африки, а також далі на захід через Замбію до північно-східної Анголи. У цьому широкому ареалі він зазвичай зустрічається лише в сухих лісистих саванах.

## Біологія і поведінка
Mops ansorgei веде нічний спосіб життя і харчується летючими комахами. Він використовує довгі, високоінтенсивні, низькочастотні дзвінки для ехолокації, і, як кажуть, шумний, голосно пищить, коли до нього наближаються. У своєму природному середовищі існування вони проводять день, ночуючи в щілинах у скелях, іноді на висоті понад 60 метрів над землею, але вони також ночують у штучних спорудах, наприклад під дахами будинків. Сховища є колоніальними, з кількома сотнями кажанів у кожній групі, часто ділячи простір з мадагаскарськими великими вільнохвостими кажанами.